# Jere Lehtinen
Jere Lehtinen (* 24. června 1973, Espoo, Finsko) je bývalý finský hokejový útočník, který hrál naposled v týmu Dallas Stars v severoamerické lize NHL. Byl znám především pro svou obrannou činnost,z pozice pravého křídla,za kterou získal 3× cenu pro nejlépe bránícího útočníka NHL.Lehtinen je mimo jiné držitelem Stanley cupu, mistrem světa a stříbrným olympionikem.

## Individuální úspěchy
- 1995 – All-Star Team SM-liigy.
- 1995 – Trofej Raimo Kilpiöna.
- 1995 – All-Star tým na MS.
- 1998 – Hrál v NHL All-Star Game.
- 1998, 1999 a 2003 – Frank J. Selke Trophy.

## Týmové úspěchy
- 1990 – Mistr juniorské SM-liigy.
- 1991 – Bronzová medaile na Mistrovství Evropy do 18 let.
- 1992 – Mistr 2. finské nejvyšší ligy (Mestis).
- 1992, 1994 a 2007 – Stříbrná medaile na Mistrovství světa.
- 1994, 1998 a 2010 – Bronzová medaile na Olympijských hrách.
- 1994 – Stříbrná medaile ve finské SM-liize.
- 1995 – Mistr finské SM-liigy.
- 1995 – Zlatá medaile na Mistrovství světa.
- 1998 a 1999 – Presidents' Trophy.
- 1999 a 2000 – Clarence S. Campbell Bowl.
- 1999 – Stanley Cup.
- 2004 – Finalista Světového poháru.
- 2006 – Stříbrná medaile na Olympijských hrách.

## Prvenství
- Debut v NHL – 7. října 1995 (Winnipeg Jets proti Dallas Stars)
- První asistence v NHL – 7. října 1995 (Winnipeg Jets proti Dallas Stars)
- První gól v NHL – 26. října 1995 (Dallas Stars proti Mighty Ducks of Anaheim, ruskému brankáři Michail Štalenkov)
- První hattrick v NHL – 17. ledna 2001 (Dallas Stars proti Nashville Predators)

## Klubové statistiky
| Sezóna           | Klub             | Soutěž           |     | Základní část | Základní část | Základní část | Základní část | Základní část |    | Play off | Play off | Play off | Play off | Play off |
| Sezóna           | Klub             | Soutěž           | Z   | G             | A             | B             | TM            | Z             | G  | A        | B        | TM       |          |          |
| 1990–91          | Kiekko-Espoo     | Mestis           | 32  | 15            | 9             | 24            | 12            | —             | —  | —        | —        | —        |          |          |
| 1991–92          | Kiekko-Espoo     | Mestis           | 43  | 32            | 17            | 49            | 6             | —             | —  | —        | —        | —        |          |          |
| 1992–93          | Kiekko-Espoo     | SM-l             | 45  | 13            | 14            | 27            | 6             | —             | —  | —        | —        | —        |          |          |
| 1993–94          | Turun Palloseura | SM-l             | 42  | 19            | 20            | 39            | 6             | 11            | 11 | 2        | 13       | 2        |          |          |
| 1994–95          | Turun Palloseura | SM-l             | 39  | 19            | 23            | 42            | 33            | 13            | 8  | 6        | 14       | 4        |          |          |
| 1995–96          | Michigan K-Wings | IHL              | 1   | 1             | 0             | 1             | 0             | —             | —  | —        | —        | —        |          |          |
| 1995–96          | Dallas Stars     | NHL              | 57  | 6             | 22            | 28            | 16            | —             | —  | —        | —        | —        |          |          |
| 1996–97          | Dallas Stars     | NHL              | 63  | 16            | 27            | 43            | 2             | 7             | 2  | 2        | 4        | 0        |          |          |
| 1997–98          | Dallas Stars     | NHL              | 72  | 23            | 19            | 42            | 20            | 12            | 3  | 5        | 8        | 2        |          |          |
| 1998–99          | Dallas Stars     | NHL              | 74  | 20            | 32            | 52            | 18            | 23            | 10 | 3        | 13       | 2        |          |          |
| 1999–00          | Dallas Stars     | NHL              | 17  | 3             | 5             | 8             | 0             | 13            | 1  | 5        | 6        | 2        |          |          |
| 2000–01          | Dallas Stars     | NHL              | 74  | 20            | 25            | 45            | 24            | 10            | 1  | 0        | 1        | 2        |          |          |
| 2001–02          | Dallas Stars     | NHL              | 73  | 25            | 24            | 49            | 14            | —             | —  | —        | —        | —        |          |          |
| 2002–03          | Dallas Stars     | NHL              | 80  | 31            | 17            | 48            | 20            | 12            | 3  | 2        | 5        | 0        |          |          |
| 2003–04          | Dallas Stars     | NHL              | 58  | 13            | 13            | 26            | 20            | 5             | 0  | 0        | 0        | 0        |          |          |
| 2005–06          | Dallas Stars     | NHL              | 80  | 33            | 19            | 52            | 30            | 5             | 3  | 1        | 4        | 0        |          |          |
| 2006–07          | Dallas Stars     | NHL              | 73  | 26            | 17            | 43            | 16            | 7             | 0  | 0        | 0        | 2        |          |          |
| 2007–08          | Dallas Stars     | NHL              | 48  | 15            | 22            | 37            | 14            | 14            | 4  | 4        | 8        | 2        |          |          |
| 2008–09          | Dallas Stars     | NHL              | 48  | 8             | 16            | 24            | 8             | —             | —  | —        | —        | —        |          |          |
| 2009–10          | Dallas Stars     | NHL              | 58  | 4             | 13            | 17            | 8             | —             | —  | —        | —        | —        |          |          |
| NHL celkově      | NHL celkově      | NHL celkově      | 875 | 243           | 271           | 514           | 210           | 108           | 27 | 22       | 49       | 12       |          |          |
| SM-liiga celkově | SM-liiga celkově | SM-liiga celkově | 126 | 51            | 57            | 108           | 45            | 24            | 19 | 8        | 27       | 6        |          |          |
| Mestis celkově   | Mestis celkově   | Mestis celkově   | 75  | 47            | 26            | 73            | 18            | 5             | 2  | 4        | 6        | 2        |          |          |
| IHL celkově      | IHL celkově      | IHL celkově      | 1   | 1             | 0             | 1             | 0             | —             | —  | —        | —        | —        |          |          |

## Reprezentace
| Rok                    | Tým                    | Soutěž                 | Z  | G  | A  | B  | TM |
| ---------------------- | ---------------------- | ---------------------- | -- | -- | -- | -- | -- |
| 1990                   | Finsko 18              | ME 18'                 | 6  | 4  | 2  | 6  | 0  |
| 1991                   | Finsko 18              | ME 18'                 | 6  | 5  | 4  | 9  | 6  |
| 1991                   | Finsko 20              | MSJ                    | 4  | 2  | 0  | 2  | 0  |
| 1992                   | Finsko 20              | MSJ                    | 7  | 0  | 2  | 2  | 2  |
| 1993                   | Finsko 20              | MSJ                    | 7  | 6  | 8  | 14 | 10 |
| Juniorská reprezentace | Juniorská reprezentace | Juniorská reprezentace | 30 | 17 | 16 | 33 | 18 |
| 1992                   | Finsko                 | MS                     | 7  | 1  | 1  | 2  | 0  |
| 1994                   | Finsko                 | ZOH                    | 8  | 3  | 0  | 3  | 0  |
| 1994                   | Finsko                 | MS                     | 8  | 3  | 5  | 8  | 4  |
| 1995                   | Finsko                 | MS                     | 8  | 2  | 5  | 7  | 4  |
| 1996                   | Finsko                 | SP                     | 4  | 2  | 1  | 3  | 0  |
| 1998                   | Finsko                 | ZOH                    | 6  | 4  | 2  | 6  | 2  |
| 2002                   | Finsko                 | ZOH                    | 4  | 1  | 2  | 3  | 2  |
| 2004                   | Finsko                 | SP                     | 6  | 1  | 3  | 4  | 2  |
| 2006                   | Finsko                 | ZOH                    | 8  | 3  | 5  | 8  | 0  |
| 2007                   | Finsko                 | MS                     | 7  | 2  | 2  | 4  | 0  |
| 2010                   | Finsko                 | ZOH                    | 6  | 0  | 0  | 0  | 0  |
| Seniorská reprezentace | Seniorská reprezentace | Seniorská reprezentace | 72 | 22 | 26 | 48 | 14 |